# 设计矩阵
设计矩阵（英語：design matrix、model matrix、regressor matrix）在统计学和机器学习中，是一组观测结果中的所有解释变量的值构成的矩阵，常用X表示。设计矩阵常用于一些统计模型，如一般线性模型，方差分析中。

## 定义
通常情况下，设计矩阵的第i行代表第i次观测的结果，第j列代表第j种解释变量。如此一来，线性回归模型就可以用矩阵乘法表达为
{\displaystyle y=X\beta }
其中{\displaystyle X}是设计矩阵，{\displaystyle \beta }是对应每一种解释变量的系数组成的系数向量，{\displaystyle y}是每一个观测对应的预测值构成的向量。

## 例子

### 算数平均
算数平均的设计矩阵是一个全为1的列向量。

### 简单线性回归
本节给出了一个简单线性回归的例子，其中有一个解释变量和有七个观测值。这七个数据点是{\displaystyle \left\{y_{i},x_{i}\right\},i=1,2,\cdots ,7}。该简单线性回归模型可以表示为：
{\displaystyle y_{i}=\beta _{0}+\beta _{1}x_{i}+\varepsilon _{i},\,}
其中{\displaystyle \beta _{0}}为y轴的截距，{\displaystyle \beta _{1}}是回归线的斜率。该模型可以表示为矩阵形式：
{\displaystyle {\begin{bmatrix}y_{1}\\y_{2}\\y_{3}\\y_{4}\\y_{5}\\y_{6}\\y_{7}\end{bmatrix}}={\begin{bmatrix}1&x_{1}\\1&x_{2}\\1&x_{3}\\1&x_{4}\\1&x_{5}\\1&x_{6}\\1&x_{7}\end{bmatrix}}{\begin{bmatrix}\beta _{0}\\\beta _{1}\end{bmatrix}}+{\begin{bmatrix}\varepsilon _{1}\\\varepsilon _{2}\\\varepsilon _{3}\\\varepsilon _{4}\\\varepsilon _{5}\\\varepsilon _{6}\\\varepsilon _{7}\end{bmatrix}}}
其中设计矩阵中的第一列用以估计y轴的截距，而第二列包含与相应y值相关的x值。

### 多元回归
本节给出了一个有两个协变量（解释变量）的多元回归例子：{\displaystyle w}和{\displaystyle x}。假设数据由七个观测值组成，对于每个待预测的观测值{\displaystyle y_{i}}，两个协变量的值{\displaystyle w_{i}}和{\displaystyle x_{i}}也被观察到。该模型可以表示为：
{\displaystyle y_{i}=\beta _{0}+\beta _{1}w_{i}+\beta _{2}x_{i}+\varepsilon _{i}}
该模型可以表示为矩阵形式：
{\displaystyle {\begin{bmatrix}y_{1}\\y_{2}\\y_{3}\\y_{4}\\y_{5}\\y_{6}\\y_{7}\end{bmatrix}}={\begin{bmatrix}1&w_{1}&x_{1}\\1&w_{2}&x_{2}\\1&w_{3}&x_{3}\\1&w_{4}&x_{4}\\1&w_{5}&x_{5}\\1&w_{6}&x_{6}\\1&w_{7}&x_{7}\end{bmatrix}}{\begin{bmatrix}\beta _{0}\\\beta _{1}\\\beta _{2}\end{bmatrix}}+{\begin{bmatrix}\varepsilon _{1}\\\varepsilon _{2}\\\varepsilon _{3}\\\varepsilon _{4}\\\varepsilon _{5}\\\varepsilon _{6}\\\varepsilon _{7}\end{bmatrix}}}
右侧的{\displaystyle 7\times 3}矩阵即为设计矩阵。

### 单方向方差分析
在单方向方差分析中，此时的模型为
{\displaystyle y_{ij}=\mu +\tau _{i}+\varepsilon _{ij}}
限制：{\displaystyle \tau _{1}}为0
{\displaystyle {\begin{bmatrix}y_{1}\\y_{2}\\y_{3}\\y_{4}\\y_{5}\\y_{6}\\y_{7}\end{bmatrix}}={\begin{bmatrix}1&0&0\\1&0&0\\1&0&0\\1&1&0\\1&1&0\\1&0&1\\1&0&1\end{bmatrix}}{\begin{bmatrix}\mu \\\tau _{2}\\\tau _{3}\end{bmatrix}}+{\begin{bmatrix}\varepsilon _{1}\\\varepsilon _{2}\\\varepsilon _{3}\\\varepsilon _{4}\\\varepsilon _{5}\\\varepsilon _{6}\\\varepsilon _{7}\end{bmatrix}}}

## 延伸閲讀
- Verbeek, Albert. . Dijkstra, Theo K.  (编). . New York: Springer. 1984: 20–36. ISBN 0-387-13893-5.